# ライコ・ミティッチ
ライコ・ミティッチ（セルビア語: Рајко Митић, ラテン文字転写: Rajko Mitić、1922年11月19日 - 2008年3月29日）は、セルビア（旧ユーゴスラビア）の元サッカー選手、サッカー指導者。ポジションはフォワード（インサイドライト）。

## 経歴

### BSK
ミティッチは1922年11月19日にベラ・パランカのドルという村で生まれ、ベオグラードのコシュトニャクという森林公園でサッカーを始めた。1937年に同名のコシュトニャクというクラブに入団すると翌年にはBSKユースに加入、1940年にトップチームに昇格するとデビュー戦となった親善試合で5得点を決めた。ベオグラード爆撃によってセルビアリーグが中止された1944年からは第二次世界大戦でユーゴスラビア人民解放軍の一員として戦った。

### レッドスター・ベオグラード
人民解放軍から除隊したミティッチは1945年3月4日に設立されたばかりのレッドスター・ベオグラードから初代キャプテンとして招聘されると、14シーズンで5回のリーグ優勝と4回のカップ優勝に貢献し1947年に半月板損傷で手術とリハビリに専念した時を除いてほとんどの試合に出場した。一方でレッドスターのキャプテンとしてはブランコ・スタンコヴィッチが不適切な行為をしたとして試合から追い出したりボラ・コスティッチがレッドスターのサポーターから投石を頭に受けたとして選手全員で試合を放棄したりといった行動で賛否両論の議論を起こし、後者の騒動ではユーゴスラビアサッカー協会がコスティッチとヴラディミル・ベアラを除くレッドスターの選手に1ヶ月出場停止の処分を下した。「背番号8」の象徴的存在で、ファウルを犯すことを嫌うなどスポーツマンシップの鑑のような存在で、全ての人から「チカ（おじさん）」という愛称で愛されたミティッチをレッドスターは引退後に星人として表彰した。ミティッチが1958年11月29日に36歳で引退するまでにレッドスターで記録した個人成績は572試合262得点だった。

### ユーゴスラビア代表
ユーゴスラビア代表としては59試合に出場し34試合でキャプテンを務め3度のハットトリックを含む32得点を記録した。オリンピックでは2個の銀メダル（1948 オリンピックロンドン大会、1952 オリンピックヘルシンキ大会）を獲得した他ヘルシンキ大会では7得点を決め得点王も受賞し、FIFAワールドカップでは2大会の出場（1950 FIFAワールドカップブラジル大会、1954 FIFAワールドカップスイス大会）を記録した。

### 指導者
ミティッチは1960年からレッドスターのヘッドコーチを6シーズン務めた後、1966年からはユーゴスラビア代表の監督を4年間務めUEFA欧州選手権1968イタリア大会ではユーゴスラビア代表を準優勝に導いた。

### その後
ミティッチはスポーツ記者としてベオグラードの日刊紙スポルトや週刊誌テンポで活動し、死去するまでレッドスターに関わり続け2008年3月29日に死去した。レッドスターは2014年12月21日にホームスタジアムで「マラカナ」として知られるスタディオン・ツルヴェナ・ズヴェズダをスタディオン・ライコ・ミティッチに改名することを決定し、2017年11月18日には西側メインスタンドの前に設置されたミティッチの銅像が披露された。